# Ancienne résidence des abbés d'Echternach
L'ancienne résidence des abbés d'Echternach, aussi connu sous le nom de château de Berg-sur-Moselle, est un château situé dans la commune française de Berg-sur-Moselle, en Moselle, dans la région du Grand Est.

## Description
Le château est de style classique. La résidence est construite en pierre calcaire. Elle est surmontée d'un toit à longs pans et croupe. Cependant il est à noter que sur les ailes du bâtiment, le toit est à toit à longs pans brisés. Le château comprend une tour, coiffée d'un toit brisé en pavillon, abritant un escalier à vis en œuvre.

## Historique
En 915, les terres de Berg où se trouve l'actuel édifice sont données à l'abbaye d'Echternach par le comte de Reginard. Un premier château est construit entre 950 et 1258. L'édifice sera détruit lors des combats qui opposèrent la seigneurie de Rodemack et l’évêché de Metz.
Le bâtiment actuel a été construit au XVIIIe siècle en lieu est place du château détruit, sous l'abbatiat de Michel Horman. Par la suite un colombier et un corps de ferme son ajouté à la demeure au XIXe siècle. Dans les années 1950, la demeure a appartenu à la famille Koch, une riche luxembourgeoise fortunée. Puis le château fut racheté en 1960 par Monsieur et Madame Jaud. En 1987 et 2003, les différentes parties de l'édifice ont été classées au titre des monuments historiques.